# 초록나무비단뱀
초록나무비단뱀(Green tree python)은 비단뱀과에 속하는 뱀의 일종이다. 이 종은 뉴기니섬, 인도네시아 일부 섬들, 그리고 오스트레일리아의 케이프요크반도에 자생한다. 1872년 헤르만 슐레겔에 의해 처음 기술되었으며, 오랫동안 콘드로파이톤 비리디스(Chondropython viridis)라는 이름으로 알려져 있었다. 일반 명칭에서 알 수 있듯이, 이 뱀은 선명한 녹색을 띠며, 꼬리를 포함한 전체 길이가 최대 2m, 몸무게는 약 1.6kg에 이른다. 암컷이 수컷보다 약간 더 크고 무겁다. 주로 나무 위에서 생활하며, 작은 파충류와 포유류를 사냥해 먹는다. 초록나무비단뱀은 인기 있는 애완동물로, 인도네시아에서는 야생 개체의 대규모 밀매로 인해 자연 개체 수가 감소했다. 그럼에도 불구하고 초록나무비단뱀은 IUCN 적색 목록에서 최소관심종으로 평가받고 있다.

## 묘사
초록나무비단뱀은 비교적 날씬한 몸이 특징이다. 긴 꼬리는 전체 길이의 약 14%를 차지한다. 머리는 크고 목에서 명확하게 구분된다. 주둥이는 크고 각이 있다. 몸은 단면이 삼각형이며 가시적인 척추를 가지고 있다. 이 종은 보통 꼬리를 포함한 총 길이가 150~180cm에 이르지만 큰 암컷은 200cm에 이를 수 있다. 크기도 출신 지역에 따라 다르다. 몸무게는 동물의 영양 상태에 따라 크게 달라진다. 수컷은 약 1,100~1,400g, 암컷은 최대 1,600g까지 무게가 나갈 수 있지만 야생 표본은 일반적으로 이보다 훨씬 가볍다. 특히 최대 2,200g까지 무게가 나가는 큰 표본은 대부분의 뱀과 마찬가지로 암컷이 수컷보다 약간 더 크고 무겁다.

## 분포 및 서식지
초록나무비단뱀은 인도네시아 (미솔섬, 살라와티섬, 아루 제도, 쇼텐 제도, 서뉴기니 대부분), 파푸아뉴기니 (인근 섬들을 포함하여 해발 1,800m까지의 지역, 노먼비섬과 당트르카스토 제도), 그리고 오스트레일리아 (퀸즐랜드주 케이프요크반도 동해안 일대)에 서식한다. 정식 기재 당시의 채집지는 "아로에일란덴" (현재의 인도네시아 아루 제도)으로 기록되어 있다.
이 종은 융단비단뱀과 분포 지역이 겹치며, 둘은 종종 동일한 생태적 지위에서 경쟁 관계를 형성한다.
초록나무비단뱀의 선호하는 자연 서식지는 열대 우림 안팎이며, 주로 수목 위에서 생활하는 수생목 뱀으로, 나무나 덤불, 관목 등에 머무른다. 드물게 지상에서도 목격된다.

## 생태학

### 행동
주로 수목 위에서 생활하는 초록나무비단뱀은 나뭇가지에 쉬는 독특한 방식이 있다. 이 뱀은 가지 위에 한두 번의 고리를 만들어 안장처럼 자리를 잡고, 그 고리의 가운데에 머리를 두는 방식으로 휴식을 취한다. 이 특성은 남아메리카의 에메랄드나무왕뱀과 공유되는 특징이다. 이 습관과 비슷한 외모 덕분에, 두 종은 자연 서식지 밖에서 만나게 될 경우 종종 혼동되기도 한다.

### 먹이
초록나무비단뱀의 주요 먹이는 주로 작은 포유류로, 주로 설치류 (케이프요크모자이크꼬리쥐, 엷은황갈색발모자이크꼬리쥐, 시궁쥐, 케이프요크쥐, 다른 종의 시궁쥐)와 가끔 파충류인 도마뱀붙이와 도마뱀과 (긴다리도마뱀) 그리고 무척추동물이다. 이 뱀은 에메랄드나무왕뱀처럼 이전에는 새를 먹는다고 여겨졌으나, 카를하인츠 스위탁은 이 문제에 대해 현장 조사를 실시했다. 1,000마리 이상의 동물의 위 내용물을 조사한 결과, 새를 먹은 증거는 발견되지 않았다. 먹이는 수풀을 잡고 있는 앞잡이 꼬리를 이용해 가지에 매달린 채, S자 형태로 몸을 휘어 먹이를 공격한 후 압박하여 포획한다. 야생 개체들은 또한 작은 나무줄기 밑부분에 감겨 아래를 향한 매복 자세로 있는 모습이 관찰되고 사진으로 촬영되었으며, 이는 아마도 지상 포유류를 기다리며 먹이를 노리는 모습으로 추정된다.

### 번식
초록나무비단뱀은 난생으로, 한 번의 알무더기에 하나에서 25개의 생존 가능한 알을 낳는다. 야생에서 번식이 보고된 적은 없지만, 사육 상태에서는 암컷이 알을 부화시키고 보호한다. 부화한 개체는 레몬-노란색이며 줄무늬와 보라색과 갈색의 반점이 있으며, 황금색 또는 주황색-빨간색을 띤다. 오스트레일리아의 아이언 레인지 국립공원의 노란색 개체의 경우, 약 1년 된 개체의 길이가 58~60cm인 5~10일 동안 색 변화가 발생했다. 붉은 어린 개체의 색 변화는 야생에서 관찰되지 않았다.